# Ecuador ai Giochi della XXVI Olimpiade
L'Ecuador partecipò ai Giochi della XXVI Olimpiade, svoltisi ad Atlanta, Stati Uniti, dal 19 luglio al 4 agosto 1996, con una delegazione di 19 atleti impegnati in sette discipline.

## Medaglie
| Medaglia | Atleta          | Sport            | Evento                |
| -------- | --------------- | ---------------- | --------------------- |
| Oro      | Jefferson Pérez | Atletica leggera | Marcia 20 km maschile |